# Frank G. Bonelli Regional Park
Le Frank G. Bonelli Regional Park est une zone de loisirs artificielle située à San Dimas, en Californie.
Le parc contient un lac de appelé Puddingstone Reservoir, notable pour la pêche, la natation, la voile, la planche à voile, la navigation de plaisance et le jet ski.
Il devrait accueillir les épreuves de VTT aux Jeux olympiques d'été de 2028.
Le parc porte le nom de l'ancien superviseur du comté de Los Angeles, Frank G. Bonelli (en).